# Who Killed...... The Zutons?
Who Killed...... The Zutons? è l'album di debutto della band inglese The Zutons, pubblicato il 19 aprile 2004. L'album raggiunse la posizione n. 9 delle classifiche britanniche.
Nell'ottobre 2004 ne è uscita una seconda versione comprendente anche il singolo Don't Ever Think (Too Much) come traccia n. 13. È stata pubblicata anche un'edizione limitata con in omaggio un EP bonus con le versioni alternative di quattro canzoni; la versione in vinile comprendeva anche gli occhiali 3-D degli Zutons.

## Tracce
1. Zuton Fever – 3:08
2. Pressure Point – 3:16
3. You Will You Won't – 2:54
4. Confusion – 3:32
5. Havana Gang Brawl – 4:30
6. Railroad – 3:39
7. Long Time Coming – 2:20
8. Nightmare, Pt. 2 – 3:00
9. Not a Lot to Do – 3:47
10. Remember Me – 3:20
11. Dirty Dancehall – 4:09
12. Moons and Horror Shows – 2:36
13. Don't Ever Think (Too Much) – 5:14

## Formazione
- Dave McCabe – voce, chitarra
- Boyan Chowdhury – chitarra, voce
- Russell Pritchard – basso, voce
- Sean Payne – batteria, percussioni, voce
- Abi Harding – sassofono, voce
- Ian Broudie - produzione
- Jon Gray - ingegnere del suono
- Ted Jensen - masterizzazione
- Prabjote Osahn - arrangiamenti
- Tony Perrin - management